# Roberto Berrocal
Roberto Berrocal (Santurce, Vizcaya, 1978) es un pianista, concertista y director español.
Ha ejercido como pianista oficial de la Gran Ópera de Florida. Actualmente es el director de los conciertos St Hugh-Steinway (Miami). En 2022 recibió la Cruz de Oficial de la Orden del Mérito Civil.

## Biografía
Nació en 1978 en Santurce (Vizcaya), donde creció. Con 16 años su familia se trasladó a vivir a Ortuella (Vizcaya). Asistió al colegio Asti Leku Ikastola de Portugalete.
Comenzó sus estudios de piano en el Conservatorio de Música de Santurce con Alicia Ubieta Regaña y Begoña Ortiz de Zárate Maguregui. Continuó su formación en el Conservatorio Superior de Música de Bilbao con el pianista Carlos Ibarra Larrauri.
En una masterclass de piano en la Universidad de Deusto conoció al pianista Enrique Graf, quien le invitó a estudiar en el College de Charleston (Carolina del Sur). Consiguió una beca para estudiar en el College de Charleston y se trasladó a EEUU. Debutó como pianista solista con orquesta a los 18 años, interpretando el concierto número 2 de Liszt con la Metropolitan Community Orchestra.
Se graduó en estudios musicales y piano en el College de Charleston en el año 2000. Regresó a Madrid para formarse con el pianista Joaquín Soriano. Tras aquello volvió a EEUU donde se graduó en el Conservatorio de Música de Nueva Inglaterra (Boston). En el 2006 se graduó con dos másteres en el Conservatorio de Música de Nueva Inglaterra, uno en piano y otro en acompañamiento vocal.
Tras ganar la audición nacional de la Gran Ópera de Florida en Nueva York, se trasladó a Miami como pianista oficial de la ópera. En el 2008 fue invitado por Plácido Domingo a la Ópera Nacional de Washington.
Además de su trabajo en la Gran Ópera de Florida, Berrocal también es pianista solista y concertista de piano clásico.Ha sido el pianista oficial de distintas instituciones y también ha trabajado con artistas como la violinista Aisha Syed, con la Orquesta Nacional con el maestro Carl St Clair o con tenores como Plácido Domingo o Arturo Chacón. También ha actuado como acompañante en recital a cantantes de ópera como Latonia Moore, Sonya Yoncheva, Arturo Chacón, Eglise Gutierrez, Maria Aleida, Megan Moore, Martin Nusspaumer, Elizabeth Caballero, James Valenti, Stuart Neil o Sandra López entre otros.
En 2007 se convirtió en el director musical de St. Hugh en Coconut Grove (Miami). También es profesor en el New World School of the Arts de Miami. En 2012 fundó la serie de conciertos St Hugh-Steinway y actualmente es el director artístico de los conciertos. Además, Berrocal también es el curador y coach del programa Zarzuela en el Miami Music Festival, como embajador de la cultura española.
En 2022 fue condecorado con la Cruz de Oficial de la Orden del Mérito Civil por el Rey de España, de manos de Jaime Lacadena, IV Marqués de Lacadena, cónsul general de España en EEUU, en reconocimiento a su labor cultural en el extranjero representando a España.
Desde 1996 reside en Miami (Florida, EEUU).

## Premios y reconocimientos
- 2022, Cruz de Oficial de la Orden del Mérito Civil